# Rudolf Brazda
Rudolf Brazda či Brázda (26. června 1913 Brossen, Německo – 3. srpna 2011 Bantzenheim, Francie) byl německý pokrývač českého původu, gay, který přežil věznění v nacistickém koncentračním táboře.

## Život
Narodil se 26. června 1913 v německém Brossenu, dnešní části města Meuselwitz v Durynsku, které bylo tehdy součástí Německého císařství. Byl nejmladším z osmi dětí českých rodičů – Emila a Anny Erneker Brázdových. Po první světové válce získal československé občanství. Otec pracoval v hnědouhelném dole a zemřel při důlním neštěstí v roce 1922, kdy bylo Rudolfovi 9 let.
Po škole se vyučil pokrývačem. Ve 20 letech potkal v Lipsku svého prvního partnera Wernera, k němuž se přestěhoval a uzavřel s ním tajný sňatek v rodinném kruhu. V době nástupu nacismu k moci žil Brazda otevřeným životem v Lipsku. I když byl homosexuální styk stále ilegální, fakticky byla Výmarská republika v mnoha směrech tolerantní. Nacisté však zákonný postih homosexuality zpřísnili a od roku 1934 prováděli razie v gay barech velkých měst.
V roce 1936 Werner nastoupil vojenskou službu a Rudolf Brazda začal pracovat jako portýr v lipském hotelu, kde byl o rok později zatčen. Byl obviněn na základě § 175, měsíc strávil ve vazbě a když se doznal na základě milostných dopisů a básní psaných svému příteli, byl na šest měsíců uvězněn a poté vyhoštěn do Československa. Werner zřejmě v roce 1940 padl na frontě.
Do roku 1941 žil Brazda s novým přítelem Antonem v sudetských Karlových Varech, kde byl však v dubnu 1941 zatčen a odsouzen chebským soudem pro homosexuální jednání. O rok později, v červnu 1942 byl namísto propuštění vzat do vazby a 8. srpna deportován do koncentračního tábora Buchenwald. Zde dostal přiděleno číslo 7952. Jako pokrývač byl přidělen do skupiny, která se starala o údržbu tábora. Těsně před osvobozením tábora Američany 11. dubna 1945 byl určen k „pochodu smrti“ do tábora Flossenbürg, ale jeden ze strážců jej schoval do zvířecí ohrady, kde strávil 14 dní do osvobození tábora.
Po válce se usadil v Mylhúzách v Alsasku na východě Francie, kde bydlel až do konce života. V 50. letech zde poznal etnického Němce vyhoštěného z Jugoslávie Edouarda Mayera, s nímž pak žil až do jeho smrti v roce 2003.
Po odhalení Památníku homosexuálním obětem nacistického režimu v berlínském parku Tiergarten 27. května 2008 se Rudolf Brazda přihlásil německým úřadům a vešel ve známost jako pravděpodobně poslední přeživší gay vězeň koncentračních táborů. (Oprava: Poslední přeživší gay vězeň byl Gad Beck. Zemřel 24. června 2012 ve věku 88 let.)[zdroj⁠?!]
Jako první deportovaný gay se stal rytířem Čestné legie. Dne 28. dubna 2011 mu vyznamenání předala Marie-José Chombart de Lauwe, předsedkyně Fondation pour la Mémoire de la Déportation – Nadace pro trvalou připomínku internovaných a deportovaných.
Zemřel bezdětný 3. srpna 2011 v pečovatelském zařízení v Bantzenheimu.

## Biografická literatura
- SCHWAB, Jean-Luc; BRAZDA, Rudolf. Cesta růžového trojúhelníku. Překlad Zuzana Dlabalová. 1. vyd. Praha: Paseka, 2012. 172 s. Dostupné v archivu pořízeném dne 2020-07-20. ISBN 978-80-7432-199-3.
- SCHWAB, Jean-Luc; BRAZDA, Rudolf. Itinéraire d'un Triangle rose. 1. vyd. [s.l.]: Éditions Florent Massot, 2010. ISBN 9782916546483. (francouzsky)
- SCHWAB, Jean-Luc; BRAZDA, Rudolf. Triângulo rosa - Um homossexual no campo de concentração nazista. 1. vyd. [s.l.]: Mescla Editorial, 2011. ISBN 9788588641136. (španělsky)
- ZINN, Alexander. „Das Glück kam immer zu mir“: Rudolf Brazda—Das Überleben eines Homosexuellen im Dritten Reich. 1. vyd. [s.l.]: Campus Verlag, 2011. ISBN 978-3593394350. (německy)